# 274928 von Weinberg
274928 von Weinberg è un asteroide della fascia principale. Scoperto nel 2009, presenta un'orbita caratterizzata da un semiasse maggiore pari a 2,679045 UA e da un'eccentricità di 0,222940, inclinata di 10,567152° rispetto all'eclittica. Ha un diametro di 1,538 km.